# Hans Dittner (politicus)
J.H.M. (Hans) Dittner ('s-Hertogenbosch, 27 mei 1944 - Asten, 24 april 2023) was een Nederlands politicus voor het CDA. 
Dittner studeerde van 1969 tot 1975 bestuurswetenschappen aan de Rijksuniversiteit Leiden. Hij werkte bij de provinciale griffie van Noord-Holland en daarna was hij achtereenvolgens werkzaam bij de gemeenten Beverwijk, Lisse en Zuidlaren. In 1979 werd hij gemeentesecretaris van de gemeente Melick en Herkenbosch. Op 15 februari 1985 werd hij benoemd tot burgemeester van Luyksgestel. Vervolgens werd hij burgemeester van Vierlingsbeek van 16 juni 1991 tot het opgaan daarvan in de gemeente Boxmeer per 1 januari 1998. Daarna was hij tot 1 augustus 2004 burgemeester van Andijk.
Daarna zette hij zich vanuit zijn woonplaats Asten in voor het CDA op lokaal en provinciaal niveau. Tevens was hij voorzitter van de Intergemeentelijke Bezwarencommissie Scherpenzeel en Woudenberg.
Tot 1 november 2019 was Dittner Voorzitter van het KBO-Brabant Regioberaad Zuid-Oost en tijdelijk-Voorzitter van de Adviesraad Sociaal Domein Asten en tot 1 januari 2020 voorzitter van de KBO-Brabant kring gemeente Asten. Hij was ook bestuurslid van de Historische Vereniging Brabant, voorzitter van de Heemkundevereniging van 1 mei 2019 tot 1 mei 2022 en  tot de opheffing penningmeester van de Stichting Culturele Activiteiten Peelland.
Dittner overleed op 24 april 2023 in zijn woonplaats Asten.